# Sabin (Minnesota)
Sabin es una ciudad ubicada en el condado de Clay, Minnesota, Estados Unidos. Según el censo de 2020, tiene una población de 619 habitantes.

## Geografía
La localidad está ubicada en las coordenadas 46°46′53″N 96°39′15″O / 46.78139, -96.65417 (46.781371, -96.654227). Según la Oficina del Censo de los Estados Unidos, Sabin tiene una superficie total de 1.18 km², correspondientes en su totalidad a tierra firme.

## Demografía
Según el censo de 2020, hay 619 personas residiendo en Sabin. La densidad de población es de 524.58 hab./km². El 94.0% de los habitantes son blancos, el 0.3% son afroamericanos, el 1.3% son amerindios, el 0.5% son asiáticos, el 0.2% es de otra raza y el 3.7% son de una mezcla de razas. Del total de la población, el 1.5% son hispanos o latinos de cualquier raza.

### Evolución demográfica
| 1930 | 1940 | 1950 | 1960 | 1970 | 1980 | 1990 | 2000 | 2010 | 2020 |
| ---- | ---- | ---- | ---- | ---- | ---- | ---- | ---- | ---- | ---- |
| 197  | 210  | 211  | 251  | 333  | 446  | 495  | 421  | 522  | 619  |

## Localidades adyacentes
El diagrama siguiente presenta las localidades en un radio de 16 km alrededor de Sabin.